# Agrupación Deportiva Almudévar

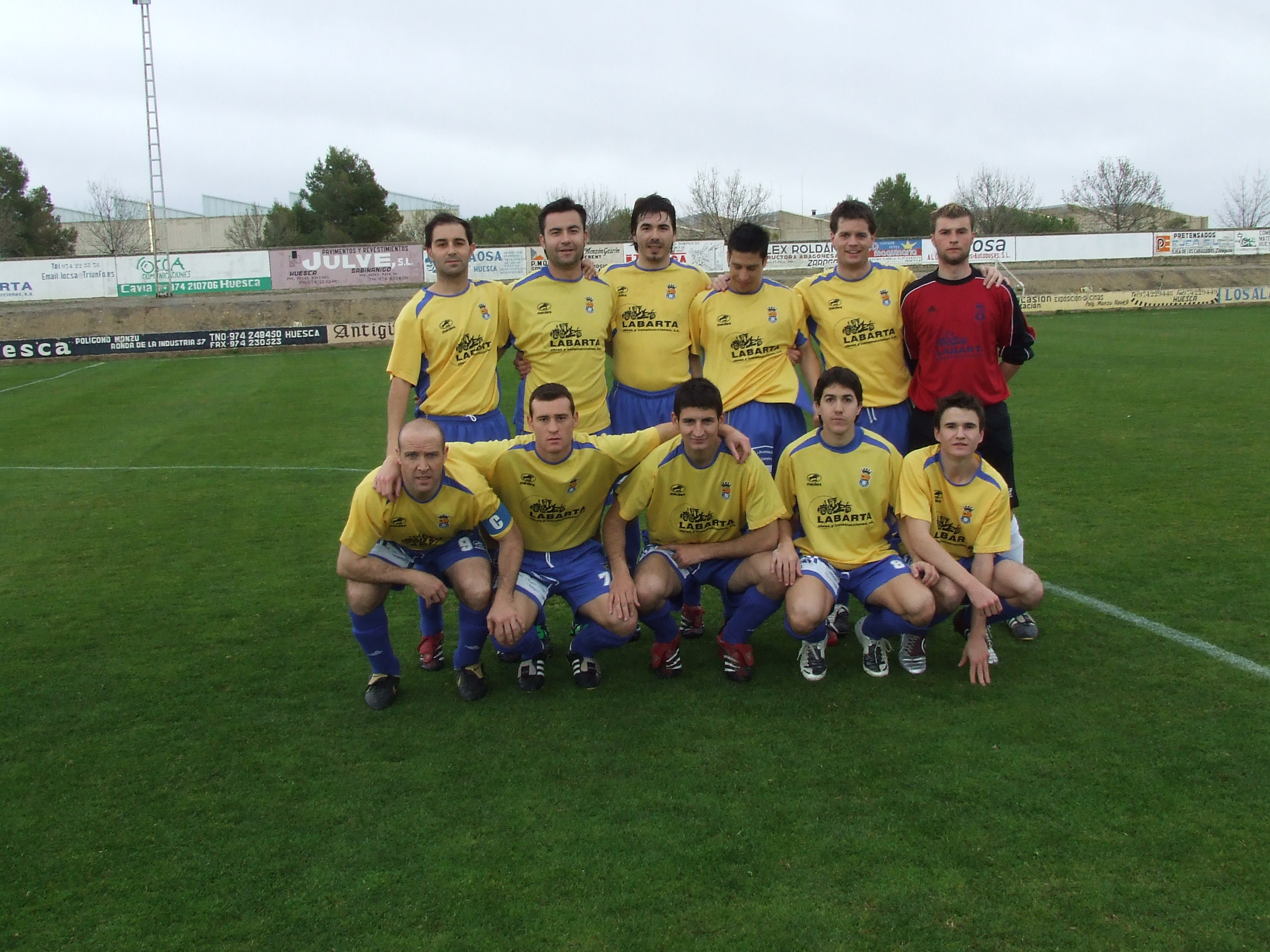
Once del Almudévar en el césped de La Corona (año 2008, en Regional Preferente).

La Agrupación Deportiva Almudévar es un club de fútbol español de la localidad oscense de Almudévar. Fue fundada en 1965 y compite actualmente en la Tercera Federación (Grupo XVII).

## Historia
Fundado en 1965, el club alcanzó categoría nacional debutando en la Tercera División de España en la temporada 1989-90, y en la misma permaneciendo hasta la siguiente campaña. Tras esa pequeña etapa volvería a dicha división en 2012, compitiendo en ella ininterrumpidamente hasta la actualidad.
De 2011 a 2019 fue equipo filial de la Sociedad Deportiva Huesca.
En competición liguera, a nivel nacional, su mayor hito fue la clasificación como cuarto clasificado en Tercera División en la temporada 2013-14, lo que le valdría para obtener una plaza para el play-off de ascenso a Segunda B, pero debido a que el Huesca permanecería en dicha división la temporada siguiente y ser su filial no podría acceder a dicho play-off.
En la temporada 2014-15, conseguiría vencer en la final autonómica de la Copa Federación al Real Zaragoza "B". Gracias a ello, el equipo de Almudévar accedería a la fase nacional de la competición, llegando a los octavos de final, donde quedarían apeados por un fuerte Real Unión Club, que se haría finalmente con el título.
En la temporada 2022-2023, acaba la temporada en 6.ª posición con la que consigue clasificarse para disputar el play-off de ascenso a 2.ª RFEF por primera vez en su historia.

## Entrenadores
Últimos entrenadores
| - 2011-2012: Roberto Fandos. - 2012-2014: David Navarro Arenaz. - 2014: Jorge Abad. - 2014-2016: Quique García. |  | - 2016-2018: Ángel Royo. - 2018-2019: Josete. - 2019-2021: Diego Allueva - 2021-presente: Carlos Gállego |

## Datos del club
- Temporadas en Tercera División: 12
- Clasificación histórica de la Tercera División: 592.º

## Palmarés

### Campeonatos regionales
- Copa RFEF (fase regional de Aragón) (1): 2014-15.
- Regional Preferente de Aragón (3): 1988-89 (Grupo 2), 2011-12 (Grupo 1), 2021-2022 (Grupo 1)
- Primera Regional de Aragón (2): 2000-01 (Grupo 2), 2009-10 (Grupo 2).
- Subcampeón de la Primera Regional de Aragón (4): 1979-80 (Grupo 2), 1981-82 (Grupo 2), 1983-84 (Grupo 2), 2006-07 (Grupo 2).